# ドミニク・リヴァコヴィッチ
ドミニク・リヴァコヴィッチ（Dominik Livaković 、1995年1月9日 - ）は、クロアチア・ザダル出身のサッカー選手。クロアチア代表。フェネルバフチェ所属。ポジションはGK。クロアチアで4年連続最優秀ゴールキーパーを受賞。PKストップに定評がある。

## クラブ歴
地元クラブのNKザダルでプレーを始め、2012年にNKザグレブに移籍。8月31日のHNKチバリア戦でプロデビュー。
2015年8月30日、NKディナモ・ザグレブに移籍した。2015-16シーズンはレンタルという形でNKザグレブに残留する。ザグレブからのレンタルバック後、クラブの正ゴールキーパーに定着すると、2018-19シーズンには、ドラジェン・ラディッチが保持していたクラブのシーズン開幕戦からの連続無失点記録を塗り替える535分間無失点という記録を樹立した。
2023年8月25日、トルコ・スュペル・リグのフェネルバフチェSKへ5年契約で完全移籍。移籍金は665万ユーロとなった。

## 代表歴
2016年5月、モルドバ代表との親善試合に臨むクロアチア代表に初招集されたが、出場機会は無かった。まんのフル代表デビューは、初招集から約1年後の2017年1月11日に行われたチャイナ・カップのチリ代表戦である。
2018年5月、2018 FIFAワールドカップに参加するクロアチア代表に招集された。しかし、本大会ではダニエル・スバシッチがレギュラーを務めたため、出番は訪れなかった。大会終了後、スバシッチが代表から引退すると、代役にはロヴレ・カリニッチが選ばれたが、低調なパフォーマンスに終始したため、UEFA EURO 2020予選の途中からリヴァコヴィッチがレギュラーに定着した。
2021年5月17日、UEFA EURO 2020に出場するクロアチア代表の26人に選出された。グループステージ初戦のイングランド代表戦からレギュラーとして出場するが、チームはベスト16でスペイン代表との延長戦の末に敗退した。
2022年11月9日、2022 FIFAワールドカップへ臨むクロアチア代表26人のメンバーに選出。グループリーグではカナダ代表のアルフォンソ・デイヴィスにのみ失点を許したものの、3試合で1失点に抑える堅実な守備を見せ、決勝トーナメント進出に貢献した。ラウンド16では日本代表と対戦し、PK戦で南野拓実、三笘薫、吉田麻也のキックをストップしクロアチア代表のベスト8進出に貢献した。ワールドカップのPK戦での3回のセーブは2006年大会イングランド戦のポルトガル代表リカルド・ペレイラ、2018年大会デンマーク戦のクロアチア代表スバシッチに続く3人目の記録だった。準々決勝のブラジル戦では試合中に幾度もの好セーブを見せ延長を含めて11セーブを記録すると、PK戦でもロドリゴのシュートをストップ、2試合連続でPK戦を制しての準決勝進出に貢献した。

## 人物
父は建設技師で、海洋運輸インフラ省の元副大臣だった。父方の祖父は放射線科医で、祖母は英語教師だった。母はフランス1部のリーグ・アンの歴代シーズン最多44得点を記録したヨシップ・スコブラルのいとこ違いである。
2022年6月、ザダル大聖堂で長年の恋人だったヘレナ・マティッチと結婚式を挙げた。
目標とするゴールキーパーは、ダビド・デ・ヘアやイケル・カシージャス、そして同郷の先輩であるダニエル・スバシッチである。

## 個人成績

### クラブ
2022年11月13日現在
| クラブ               | シーズン     | リーグ         | リーグ | リーグ | 国内カップ | 国内カップ | UEFA | UEFA | その他 | その他 | 通算 | 通算 |
| クラブ               | シーズン     | ディヴィジョン | 出場   | 得点   | 出場       | 得点       | 出場 | 得点 | 出場   | 得点   | 出場 | 得点 |
| -------------------- | ------------ | -------------- | ------ | ------ | ---------- | ---------- | ---- | ---- | ------ | ------ | ---- | ---- |
| ザグレブ             | 2012-13      | プルヴァHNL    | 23     | 0      | 1          | 0          | -    | -    | -      | -      | 24   | 0    |
| ザグレブ             | 2013-14      | ドルガHNL      | 14     | 0      | -          | -          | -    | -    | -      | -      | 14   | 0    |
| ザグレブ             | 2014-15      | プルヴァHNL    | 35     | 0      | 1          | 0          | -    | -    | -      | -      | 36   | 0    |
| ザグレブ (loan)      | 2015-16      | プルヴァHNL    | 32     | 0      | 3          | 0          | -    | -    | -      | -      | 35   | 0    |
| ザグレブ (loan)      | クラブ通算   | クラブ通算     | 104    | 0      | 5          | 0          | -    | -    | -      | -      | 109  | 0    |
| ディナモ・ザグレブII | 2016-17      | ドルガHNL      | 1      | 0      | -          | -          | -    | -    | -      | -      | 1    | 0    |
| ディナモ・ザグレブ   | 2016-17      | プルヴァHNL    | 22     | 0      | 1          | 0          | 4    | 0    | -      | -      | 27   | 0    |
| ディナモ・ザグレブ   | 2017-18      | プルヴァHNL    | 33     | 0      | 0          | 0          | 4    | 0    | -      | -      | 37   | 0    |
| ディナモ・ザグレブ   | 2018-19      | プルヴァHNL    | 21     | 0      | 3          | 0          | 10   | 0    | -      | -      | 34   | 0    |
| ディナモ・ザグレブ   | 2019-20      | プルヴァHNL    | 26     | 0      | 1          | 0          | 12   | 0    | 1      | 0      | 40   | 0    |
| ディナモ・ザグレブ   | 2020-21      | プルヴァHNL    | 33     | 0      | 1          | 0          | 14   | 0    | -      | -      | 48   | 0    |
| ディナモ・ザグレブ   | 2021-22      | プルヴァHNL    | 34     | 0      | 1          | 0          | 14   | 0    | -      | -      | 49   | 0    |
| ディナモ・ザグレブ   | 2022-23      | プルヴァHNL    | 16     | 0      | 0          | 0          | 12   | 0    | -      | -      | 28   | 0    |
| ディナモ・ザグレブ   | クラブ通算   | クラブ通算     | 185    | 0      | 7          | 0          | 70   | 0    | 1      | 0      | 263  | 0    |
| キャリア通算         | キャリア通算 | キャリア通算   | 290    | 0      | 12         | 0          | 70   | 0    | 1      | 0      | 373  | 0    |

## 代表歴

### 出場大会
- U-20クロアチア代表

2013年 - 2013 FIFA U-20ワールドカップ (ベスト16)
- クロアチア代表

2018年 - 2018 FIFAワールドカップ (準優勝)
2021年 - UEFA EURO 2020 (ベスト16)
2022年 - 2022 FIFAワールドカップ
UEFA EURO 2024に選出

### 試合数
- 国際Aマッチ 51試合 0得点（2017年 - ）[22]

| クロアチア代表 | 国際Aマッチ | 国際Aマッチ |
| 年             | 出場        | 得点        |
| -------------- | ----------- | ----------- |
| 2017           | 1           | 0           |
| 2018           | 2           | 0           |
| 2019           | 6           | 0           |
| 2020           | 7           | 0           |
| 2021           | 12          | 0           |
| 2022           | 13          | 0           |
| 2023           | 10          | 0           |
| 2024           |             |             |
| 通算           | 51          | 0           |

## タイトル

### クラブ
NKザグレブ
- ドルガHNL : 2013-14

NKディナモ・ザグレブ
- プルヴァHNL : 5回 (2017-18, 2018-19, 2019-20, 2020-21, 2021-22)
- フルヴァツキ・ノゴメトニ・クプ : 2回 (2017-18, 2020-21)
- フルヴァツキ・ノゴメトニ・スーペルクプ : 2019

### 個人
- クロアチア年間最優秀GK : 4回 (2019, 2020, 2021, 2022)